# 馬斯垂克圍城戰 (1676年)
馬斯垂克圍城戰發生於1676年6月6日至8月27日，是法荷戰爭期間的一場圍城戰，是奧倫治親王威廉三世企圖奪取法國於1673年佔據的馬斯垂克要塞，最終圍城以失敗告終。

## 註腳
1. ↑  Ubachs/Evers (2005), p. 62
2. ↑  Muller, p. 44
3. ↑  Muller, p. 69